# کولشه پودلیپنه
کولشه پودلیپنه (به لهستانی:  Kulesze Podlipne) یک روستا در لهستان است که در گمینا کولشه کوشچیلنه واقع شده است.